# Kōki Miyata
Pour les articles homonymes, voir Miyata.
Kōki Miyata (宮田 幸季, Miyata Kōki), parfois crédité Harunori Miyata (宮田 始典, Miyata Harunori) et né le 9 octobre 1972 à Yokohama, est un seiyū japonais travaillant pour 81 Produce.

## Doublage

### Animes
- 07-Ghost (Labrador)
- Angel Tales (Rei)
- Baka to Test to Shōkanjū (Kōta Tsuchiya)
- Bakuten Shoot Beyblade G-Revolution (Mystel)
- Bleach (Hanatarō Yamada)
- Bokurano (Kunihiko Moji)
- Bubblegum Crisis: Tokyo 2040 (Mackey Stingray)
- Danganronpa: Trigger Happy Havoc ( Chihiro Fujisaki)
- Digimon Adventure (PicoDevimon)
- Digimon Tamers (Kumbhiramon)
- Doraemon (Tora Arthur)
- Free! (Nitori Aiichiro)
- Free! Eternal Summer (Nitori Aiichiro)
- GetBackers (Jouya Kanou)
- Gilgamesh (Toru Tsukioka)
- Goshūshō-sama Ninomiya-kun (Mitsuru Hosaka)
- Gravitation (young Eiri Yuki)
- Harukanaru Toki no Naka de Hachiyō Shō (Shimon Nagareyama)
- Hoshin Engi (Nataku)
- Karin (Winner Sinclair)
- Kyo Kara Maoh! (Ken Murata)
- One Piece (Dellinger)
- Magic User's Club (Naoki Nakatomi)
- Marginal Prince (Mikhail Nevsky)
- RahXephon (Souichi Yagumo)
- Saint Beast (Suzaku no Rei)
- Shaman King (Ashil)
- Shugo Chara! (Rhythm)
- Suki na mono wa suki dakara shōganai (Sei Hashiba)
- Super Gals! Kotobuki Ran (Masato Iwai)
- Tactics (Kantarou Ichinomiya)
- Tottoko Hamutaro (Torahamu-kun)
- Trigun (young Vash the Stampede)
- Cardcaptor Sakura(Yukito Tsukishiro)
- Wandaba Style (Dr. Susumu Tsukumo)
- Noein (Isami Fujiwara)

### Jeux vidéo
- Blue Dragon (Jiro)
- Crash Bandicoot: Bakuso! Nitro Kart (Emperor Velo XXVII)
- "Danganronpa: Trigger Happy Havoc" (Chihiro Fujisaki)
- Dragon Quest XI : Les Combattants de la destinée (Kalasmos)
- Harukanaru Toki no Naka de (Shimon Nagareyama)
- Harukanaru Toki no Naka de 2 (Akifumi)
- Harukanaru Toki no Naka de 3 (Musashibō Benkei)
- Harukanaru Toki no Naka de 4 (Nagi)
- Alice au royaume de cœur (Peter White)